# Echizen (köping)
Echizen (japanska: 越前町?, Echizen-chō) är en  landskommun (köping) i Fukui prefektur i Japan. 